# Gåsepotentil
Gåsepotentil (Potentilla anserina), ofte skrevet gåse-potentil, er en krybende, op til 25 cm høj urt, der i Danmark vokser almindeligt f.eks. på sandstrande og ved veje.

## Beskrivelse
Gåsepotentil er en tæppedannende, lav, flerårig urt med krybende vækst. Stænglerne er først røde, men bliver senere grønne. Planten danner talrige, nedliggende og rodslående udløbere med røde stængler. Bladene er uligefinnede med mørkegrøn-grågrøn, tæt håret overside og sølvhvid underside.
Blomstringen sker i juni-august. Blomsterne sidder enkeltvis, og de er gule med 5 kronblade. Frugten består af en opsvulmet blomsterbund med små nødder (omtrent som hos Jordbær).
Rodnettet består af dybtgåede trævlerødder.
Højde x bredde og årlig tilvækst: 0,05 x 2 m (5 x 10 cm/år), heri ikke medregnet udløberne.

## Voksested
Planten er meget almindelig som vildtvoksende i Danmark, og den findes i fuld sol på fugtig bund med et højt saltindhold, dvs. på strandenge, enge, sandstrande og langs veje (vintersaltning). Desuden ses den også ved vandhuller.
På skrænterne langs Omøs kyst findes arten sammen med bl.a. agerpadderok, agersvinemælk, agertidsel, draphavre, alm. knopurt, alm. kvik, alm. røllike, fladstrået rapgræs, grå bynke, hundegræs, hvid okseøje og korbær